# Heteroglenea momeitensis
Heteroglenea momeitensis là một loài bọ cánh cứng trong họ Cerambycidae.